# Janvry (Essonne)
Janvry is een gemeente in het Franse departement Essonne (regio Île-de-France) en telt 605 inwoners (2004). De plaats maakt deel uit van het arrondissement Palaiseau.

## Geografie
De oppervlakte van Janvry bedraagt 8,3 km², de bevolkingsdichtheid is 72,9 inwoners per km².
De onderstaande kaart toont de ligging van Janvry (Essonne) met de belangrijkste infrastructuur en aangrenzende gemeenten.

## Demografie
Onderstaande figuur toont het verloop van het inwonertal (bron: INSEE-tellingen).

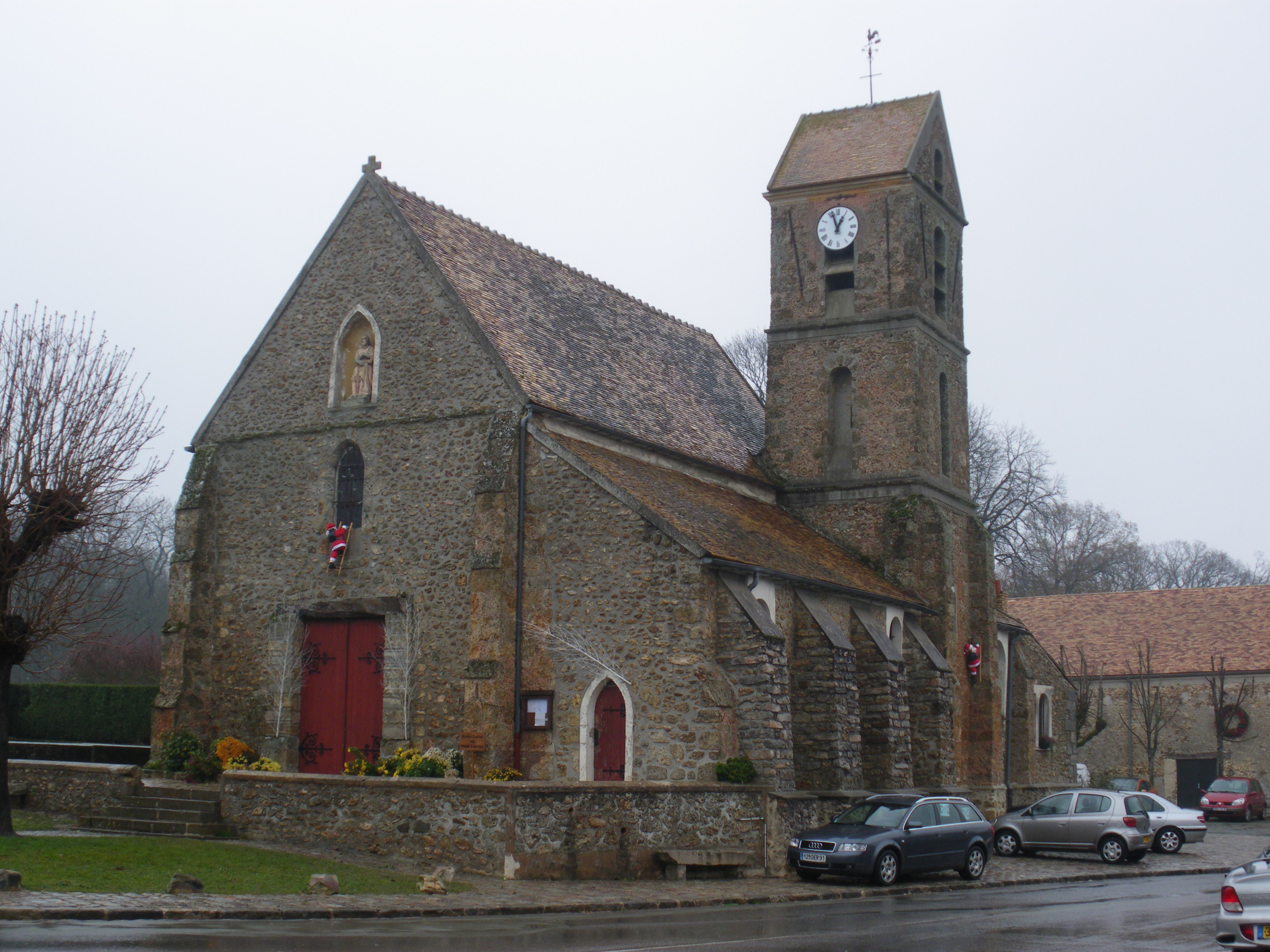
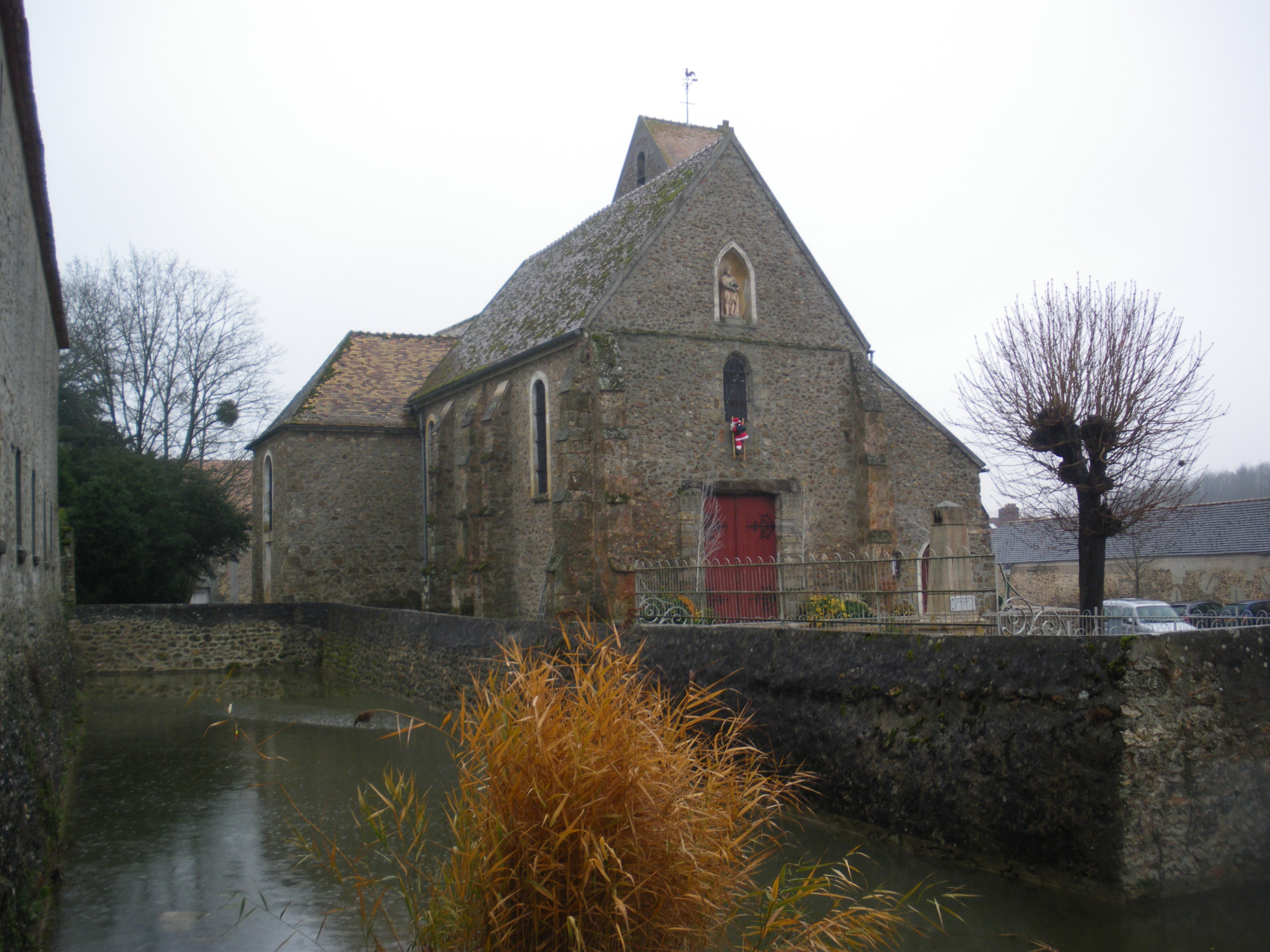
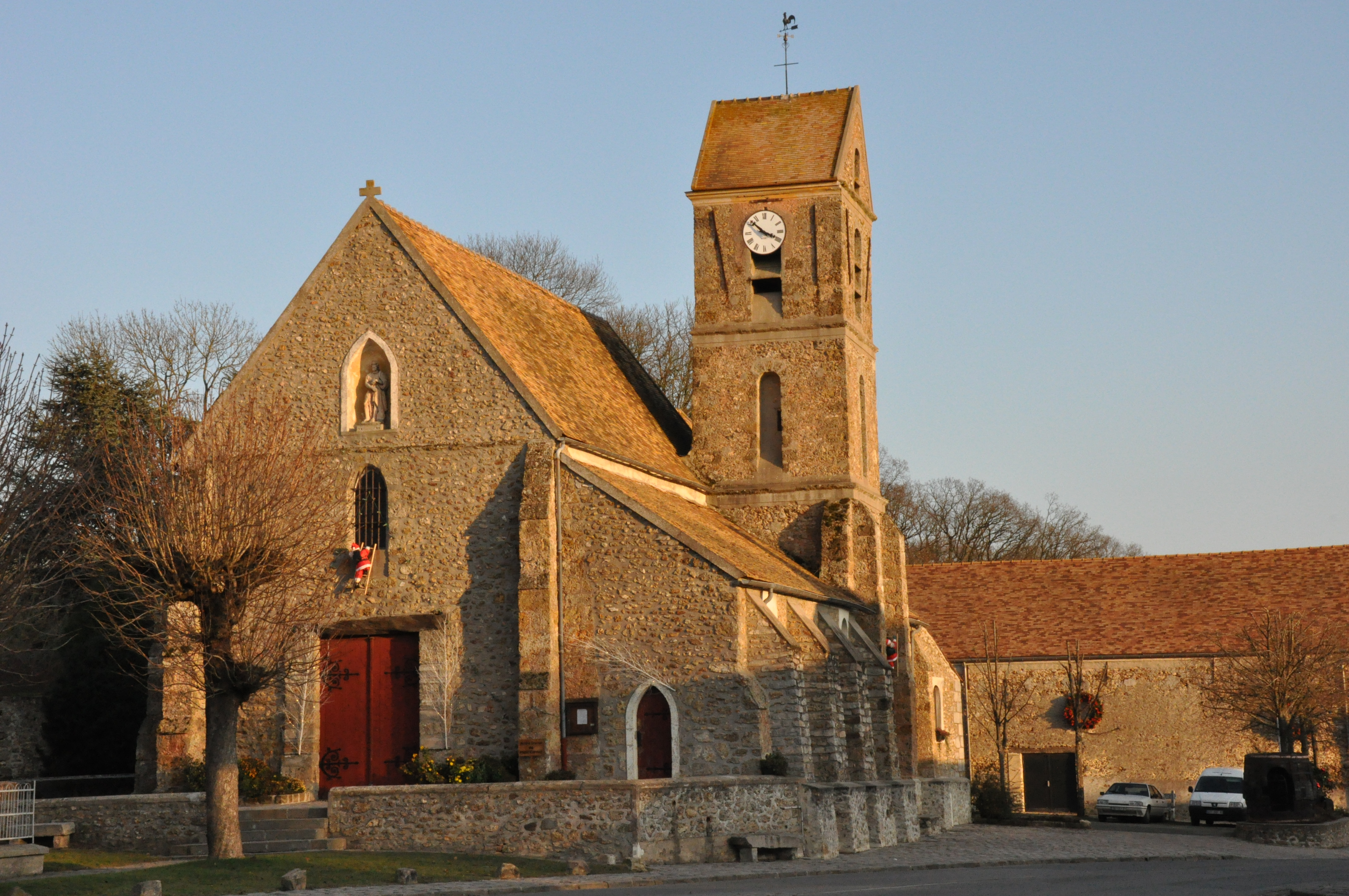
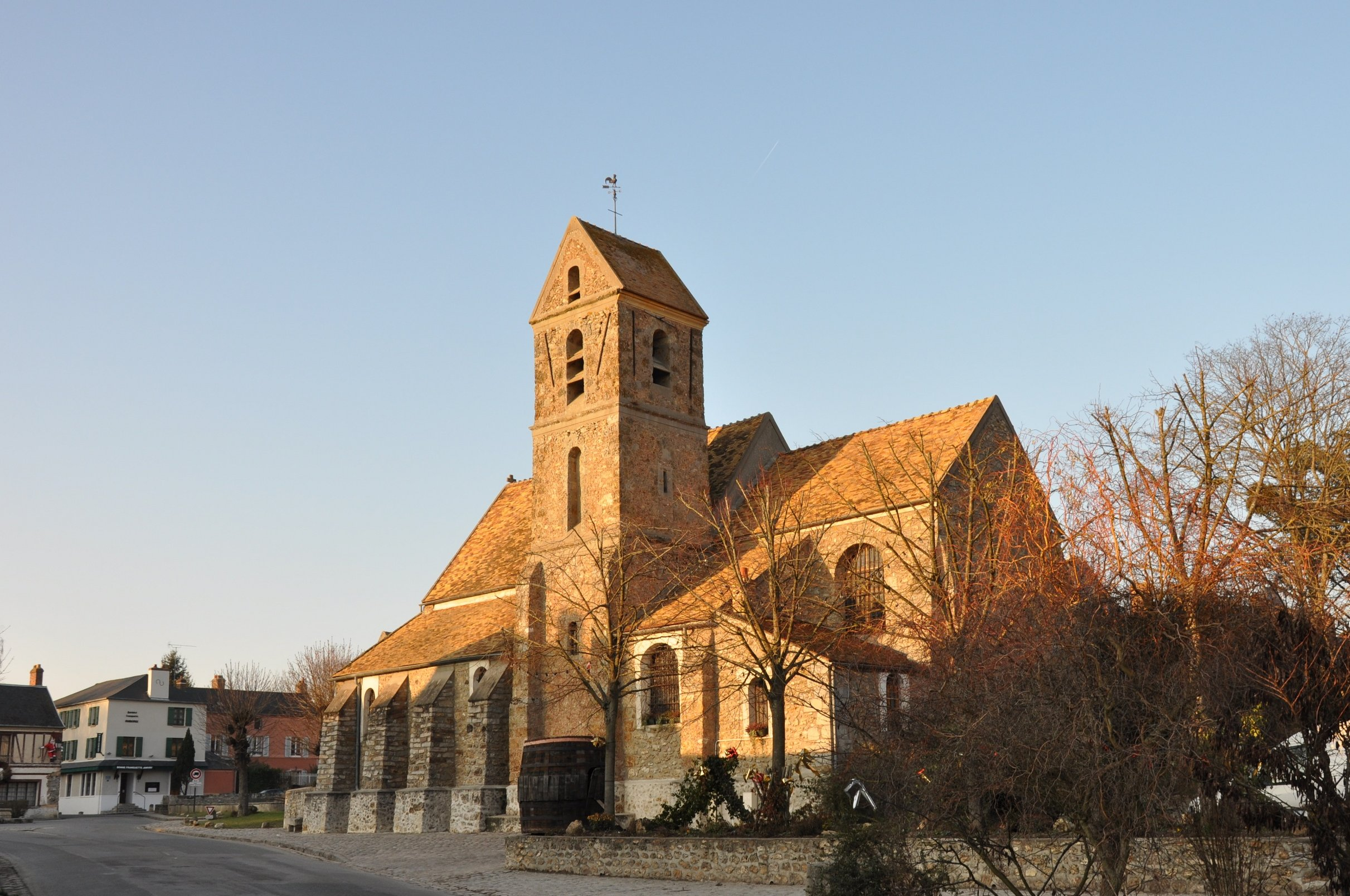